# Selkäsaari (ö i Södra Savolax, Nyslott, lat 62,19, long 28,38)
Selkäsaari är en ö i Finland. Den ligger i sjön Haukivesi och i kommunen Rantasalmi i den ekonomiska regionen  Nyslotts ekonomiska region  och landskapet Södra Savolax, i den sydöstra delen av landet, 290 km nordost om huvudstaden Helsingfors. Öns area är 9,6 hektar och dess största längd är 0,6 kilometer i nord-sydlig riktning.